# Rosh Pinna
Rosh Pinna (hebreiska: ראש פינה, ראש פנה) är en ort i Israel.   Den ligger i distriktet Norra distriktet, i den norra delen av landet. Rosh Pinna ligger 391 meter över havet och antalet invånare är 2 492.
Terrängen runt Rosh Pinna är lite bergig.Runt Rosh Pinna är det tätbefolkat, med 659 invånare per kvadratkilometer. Närmaste större samhälle är Safed, 4,4 km väster om Rosh Pinna. Trakten runt Rosh Pinna består till största delen av jordbruksmark.